# John Charles Duncan
Pour les articles homonymes, voir Duncan.
John Charles Duncan (1882 - 1967) est un astronome américain spécialisé dans l'astrophotographie qui consacra l'essentiel de sa carrière dans l'enseignement de l'astronomie.

## Biographie
Ayant obtenu une bourse du Lawrence College à l'observatoire Lowell, John C. Duncan passa les années 1905-1906 à Flagstaff en commençant la recherche photographique de la planète transneptunienne qui sera plus tard découverte par Tombaugh en 1930. Après avoir obtenu son Ph.D., Duncan commença à enseigner à Harvard, retournant à Lowell en 1912 pour une deuxième campagne de recherche photographique de planète. Sa carrière s'orienta vers l'enseignement de l'astronomie, tout d'abord pendant 35 ans au Wellesley College puis pendant 12 ans comme Visiting Professor à l'université de l'Arizona jusqu'à son départ à la retraite en 1962, reconnu comme étant l'auteur d'ouvrages d'enseignement de l'astronomie renommés, toujours utilisés des années plus tard. De 1920 à 1949, Duncan continua à travailler comme astronome visiteur au Mont Wilson, y retournant pendant l'été pour photographier les objets du ciel profond, sa plus belle réussite étant la confirmation de la découverte par C. O. Lampland de l'expansion de la nébuleuse du Crabe. Il réalisa également une photographie de la nébuleuse de la Tête de Cheval le 13 novembre 1920, à l'aide du télescope Hooker du Mont Wilson.

## Publications
- (en) Duncan, John Charles, Essentials of astronomy, New York, Harper & Brothers, 1942, 181 p. (OCLC ?)
- (en) Duncan, John Charles, Astronomy : A Textbook for University and College Students, New York, Harper & Brothers, 1930 (réimpr. 1930, 1935, 1946, 1955), 500 p. (OCLC ?)
- Duncan, John Charles (trad. de l'anglais par V. de Bermond, E. Seinandre, N. Audard), Astronomie : Étoiles et planètes, ?, Parragon, 2008, 256 p. (ISBN 978-1-4075-4199-0, OCLC ?)